# Isobromindione
Isobromindione là một loại thuốc được sử dụng trong điều trị bệnh gút.